# 联华交响曲
联华交响曲是一部1937年上映的中華民国黑白有聲多段式電影。联华交响曲由联华电影公司制作。該影片由八部不同时长和类型的小電影（《两毛钱》、《春闺断梦》、《陌生人》、《三人行》、《月下小景》、《鬼》、《疯人狂想曲》、《小五义》）组成，分別由蔡楚生、费穆、贺孟斧、司徒惠敏、沈浮、孙瑜、朱石麟、谭友六等8位导演执导。其中有5部小電影以抗日為主題。 江青（藍蘋）曾參演《两毛钱》。 